# Anapsectra medleri
Anapsectra medleri is een insect uit de familie van de bruine gaasvliegen (Hemerobiidae), die tot de orde netvleugeligen (Neuroptera) behoort. 
Anapsectra medleri is voor het eerst wetenschappelijk beschreven door Tjeder in 1975.